# Elatostema bulbiferum
Elatostema bulbiferum là loài thực vật có hoa trong họ Tầm ma. Loài này được Kurz mô tả khoa học đầu tiên năm 1873.